# Nse Ikpe-Etim

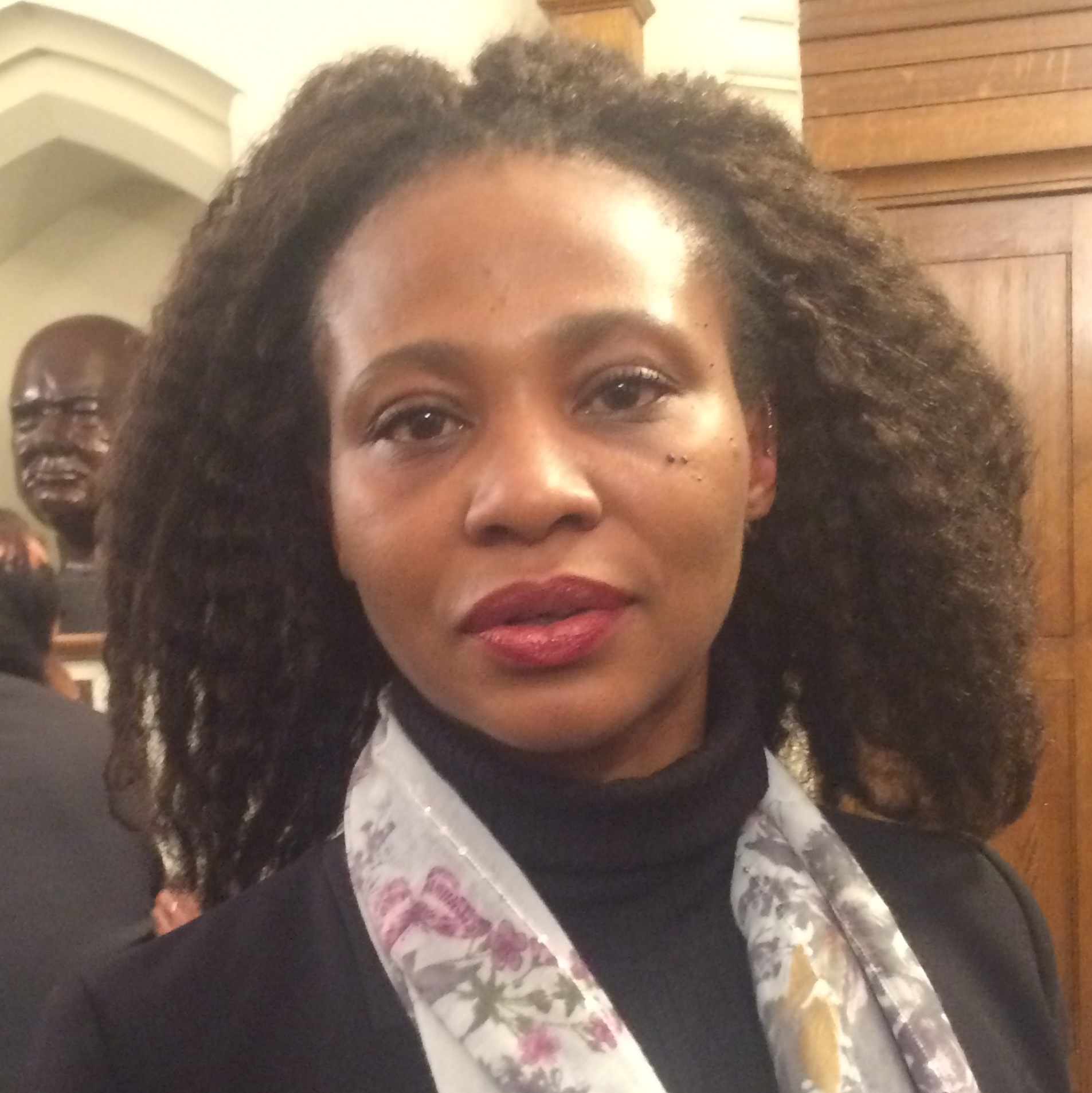
ㅤㅤㅤㅤㅤㅤㅤㅤㅤ

Nse Ikpe-Etim (sinh ngày 21 tháng 10 năm 1974) là tên của một nữ diễn viên người Nigeria. Bà được mọi người chú ý với một vai diễn trong phim Reloaded. Trong buổi lễ trao giải thứ 5 và thứ 8 của học viện điện ảnh châu Phi, bà được đề cử cho giải nữ diễn viên chính xuất sắc nhất qua vai diễn trong bộ phim Reloaded và Mr. and Mrs.. Năm 2014, bà nhận được giải nữ diễn viên kịch xuất sắc nhất do vai diễn Nse trong Journey to Self.

## Lí lịch
Bà sinh ra tại bang Lagos, nhưng học tại trường mẫu giáo Awa và trường tiểu học Command ở bang Kaduna. Sau đó, bà vào trường cao đẳng St. Luois và trường cao đẳng chính phủ liên bang ở thành phố Jos và Ilorin. Bà nói rằng gia đình bà chuyển chỗ ở liên tục ở khắp Nigeria do công việc của cha bà ở ngân hàng trung tâm của Nigeria. Bà học tại trường đại học Calabar và tốt nghiệp với bằng nghệ thuật sân khấu.

## Sự nghiệp
Năm 18 tuổi, bà đã diễn trên sân khấu ở trường đại học. Sau đó, bà xuất hiện trên truyền hình trong vở opera dài kì tên là Inheritance. Nhưng khi tốt nghiệp, bà không tiếp tục diễn xuất nữ mà bắt đầu tâm trung vào ngành nghề khác. Sau đó, bà trở lại nghiệp diễn xuất trong bộ phim Reloaded của Emem Isong.

## Đời tư
Nse Ikpe-Etim là người con đầu tiên trong một gia đình sáu anh chị em. Bà kết hôn với người bạn thời thơ ấu của mình là Clifford Sule vào ngày 14 tháng 2 năm 2013 tại bang Lagos. Vài tháng sau khi tổ chức đám cưới theo kiểu hiện đại, hai người người tổ chức đám cưới theo hôn lễ truyền thống. Hiện bà đang sống với chồng tại London với chồng của bà.

## Phim ảnh
| Năm  | Tên phim             | Vai diễn           | Ghi chú |
| ---- | -------------------- | ------------------ | --- |
| 2003 | Emotional Crack      | Associate Producer | |
|      | Venom of Justice 2   |                    | |
| 2008 | Reloaded             |                    | cùng với Ramsey Nouah, Desmond Elliot Rita Dominic, Ini Edo, Uche Jombo & Stephanie Okereke Nominated for Best actress in a leading role at the 5th Africa Movie Academy Awards |
| 2010 | Bursting Out         |                    | cùng với Genevieve Nnaji, Susan Peters & Majid Michel |
| 2010 | Inale                | Ori                | cùng với Caroline Chikezie, Hakeem Kae-Kazim & Ini Edo |
| 2011 | Guilty Pleasures     |                    | cùng với Ramsey Noah, Majid Michel, Stephanie Okereke & Desmond Elliot |
| 2011 | Memories of My Heart |                    | cùng với Ramsey Noah, Ini Edo, Uche Jombo & Monalisa Chinda |
| 2011 | Kiss and Tell        | Tena               | cùng với Joseph Benjamin, Desmond Elliot, Uche Jombo & Monalisa Chinda |
| 2011 | Spellbound           | Mary               | cùng với Joseph Benjamin, Desmond Elliot, Uche Jombo & Chioma Chukwuka |
| 2012 | Phone Swap           | Mary               | cùng với Wale Ojo, Joke Silva & Lydia Forson |
| 2012 | Mr. and Mrs.         | Susan Abbah        | cùng với Joseph Benjamin & Barbara Soky |
| 2012 | The Meeting          | Bolarinwa          | cùng với Rita Dominic, Femi Jacobs, Kate Henshaw, Jide Kosoko & Chinedu Ikedieze                                                                                                |
| 2012 | Journey to Self      | Nse                | cùng với Dakore Akande & Chris Attoh |
| 2012 | Black November       | Lawyer             | cùng với Mickey Rourke, Vivica Fox, Hakeem Kae-Kazim & Kim Basinger |
| 2013 | Broken               | Mariam Idoko       | cùng với Kalu Ikeagwu & Bimbo Manuel |
| 2013 | Blue Flames          |                    | cùng với Omoni Oboli & Kalu Ikeagwu |
| 2013 | Hustlers             |                    | cùng với Chelsea Eze & Clarion Chukwura |
| 2014 | Devil in the Detail  | Helen Ofori        | cùng với Adjetey Anang |
| 2014 | The Green Eyed       |                    | cùng với Kalu Ikeagwu and Tamara Eteimo |
| 2014 | Tunnel               |                    | cùng với Femi Jacobs and Waje |
| 2014 | In Between           |                    | cùng với Pascal Amanfo |
| 2015 | The Visit            | Ajiri Shagaya      | cùng với Blossom Chukwujekwu, and Femi Jacobs |
| 2015 | Heaven's Hell        | Alice Henshaw      | cùng với Bimbo Akintola, OC Ukeje and Damilola Adegbite |
| 2015 | Fifty                | Kate               | cùng với Ireti Doyle, Omoni Oboli and Dakore Akande |
| 2016 | Stalker              | Kaylah             | cùng với Jim Iyke, and Caroline Danjuma |
| 2017 | American Driver      | Nse Ikpe-Etim      | cùng với Evan King, Jim Iyke, Anita Chris, Nse Ikpe Etim, Nadia Buari, Emma Nyra, Ayo Makun, Laura Heuston, McPc the Comedian, Michael Tula, Andie Raven                        |